# 1944년
1944년은 토요일로 시작하는 윤년이다.

## 연호
- 대한민국 임시정부(大韓民國 臨時政府) 대한민국(大韓民國) 26년
- 중화민국(中華民國) 민국(民國) 33년
- 만주국(滿州國) 강덕(康德) 11년
- 일본(日本) 쇼와(昭和) 19년
- 응우옌 왕조(阮朝) 바오다이(保大) 19년

## 기년
- 만주국(滿洲國) 강덕제(康德帝) 13년
- 응우옌 왕조(阮朝) 보대제(保大帝) 19년

## 사건
- 1월 18일 - 일제, 긴급국민근로동원방책요강 발표
- 1월 20일 - 일제, 한국인 학병 입영 시작
- 2월 1일 - 일제, 여객 열차를 감축하고 화물열차 증설
- 2월 8일 - 일제, 국가총동원법에 따른 징용 실시, 광산과 군수공장에 동원
- 2월 9일 - 일제, 회사 등 임시조치법 공포
- 2월 10일 - 일제, 조선여자청년연성소규정 제정
- 3월
  - 일본군 진영에서 탈출한 김상태, 안국보, 이준승, 한춘규 등이 한국광복군에 편입
  - 조선의 전국신문 석간제 폐지
- 3월 1일 - 일제, 조선구호령 공포시행
- 3월 3일 - 일제의 전국금융통제령으로 금융기관 일요일 휴무제 폐지
- 3월 15일 - 조선총독부, 형사재판에 2심제 채택
- 4월 1일 - 일제, 군수광공업 생산책임제 실시
- 4월 20일 - 대한민국 임시정부, 임시 약헌을 대한민국 임시헌장으로 개정 공포
- 4월 28일 - 조선총독부, 학도동원본부규정 공포로 국민학교 4학년 이상 대학생, 전문대생까지 전시에 동원하는 체제를 확립
- 5월 4일 - 일제, 휴일에도 학교수업을 실시
- 6월 - 대한민국 임시정부, 중국, 미국, 영국, 소련 등 연합국 30개국에 정부 승인 요구, 그 중 프랑스와 폴란드가 승인 통보[1]
- 6월 6일 - 제2차 세계 대전 미국 및 영국 연합군, 노르망디 상륙작전 개시.
- 6월 15일 - 제2차 세계 대전-태평양 전쟁 미군, 일본령 사이판에 상륙. 사이판 전투 시작.
- 6월 17일 - 일제, 미곡 강제공출제 할당제 실시
- 6월 19일 - 제2차 세계 대전-태평양 전쟁 미국/일본 필리핀해 해전 발생.
- 6월 20일 - 제2차 세계 대전-태평양 전쟁 일본제국해군, 필리핀해 해전에서 항공전력 궤멸.
- 6월 22일 - 제2차 세계 대전 소비에트 연방, 하계 공세 바그라티온 작전 시작.
- 7월 15일 - 제2차 세계 대전-태평양 전쟁 일본제국해군 중장 나구모 주이치 사이판에서 권총자살.
- 7월 20일 - 히틀러 암살 미수 사건 발생
- 7월 22일 - 고이소 구니아키 조선 총독, 일본 수상으로 전임
- 7월 24일 - 신임 조선 총독에 아베 노부유키 취임
- 8월 4일 - 《안네의 일기》 저자 안네 프랑크 가족의 은신처가 게슈타포에 의해 발견되어 모두 수용소로 끌려가다.
- 8월 23일 - 일본 후생성이 여자정신근로령을 공포, 시행하다. 동원된 여성들 중 대다수는 위안부로 투입되어 일본과 남양 등의 각지로 징용됨.
- 8월 23일 - 제2차 세계 대전: 파리, 독일군 치하에서 해방
- 9월 - 여운형, 지하비밀단체 건국동맹 조직
- 9월 4일 - 제2차 세계 대전: 소련군 헝가리에 진입
- 9월 8일 - 제2차 세계 대전: 독일이 V2 로켓으로 런던 공격을 시작하다.
- 9월 9일 - 제2차 세계 대전: 프랑스 임시정부수립, 수상에 샤를 드골
- 9월 15일 - 제2차 세계 대전-태평양 전쟁 미군 펠렐리우 섬 상륙 개시. 펠렐리우 전투 시작.
- 9월 30일 - 조선어학회 사건의 최현배 등 12명에게 예심 종결, 이윤재와 한징은 옥사, 장지영과 정열모는 석방
- 10월 15일 - 나치 독일: "사막의 여우"로 불린 독일의 에르빈 롬멜 장군이 7월 20일 히틀러 암살 미수 사건 연루혐의로 강요에 의한 자살을 하다.
- 10월 23일 - 제2차 세계 대전-태평양 전쟁 인류 최대 해전 레이테만 해전 발발
- 10월 26일 - 제2차 세계 대전-태평양 전쟁 일본제국해군, 레이테만 해전에서 궤멸
- 11월 27일 - 제2차 세계 대전-태평양 전쟁 미군, 펠렐리우섬 점령.
- 12월 1일 - 조선 체신국, 지하방공통신사령부 설치
- 12월 16일 - 독일 최후의 대공세 벌지 전투가 시작되다.

## 문화
- 8월 21일 - 유엔 창설을 논의하기 위한 덤버턴오크스 회의(미국 워싱턴 D.C. 소재) 개막

## 탄생

### 1월
- 1월 1일
  - 수단의 군인, 정치인, 7대 대통령 오마르 알바시르.
  - 파키스탄의 정치인, 13대 총리 자파룰라 칸 자말리. (~2020년)
- 1월 2일
  - 대한민국의 성우 김정경.
  - 헝가리의 작곡가, 지휘자 외트뵈시 페테르. (~2024년)
- 1월 4일 - 대한민국의 정치인 정대철.
- 1월 5일 - 대한민국의 전문직업인 김시우.
- 1월 6일 - 북한의 축구 선수 박리섭.
- 1월 9일
  - 영국의 락 밴드 레드 제플린의 기타 리스트 지미 페이지.
  - 대한민국의 교육 출신 정치인 서한샘. (~2019년)
- 1월 10일 - 대한민국의 성우 한상덕.
- 1월 14일
  - 일본의 정치가 다나카 마키코.
  - 대한민국의 배우 심양홍.
- 1월 16일
  - 대한민국 최초의 시각 장애인 박사 강영우. (~2012년)
  - 독일의 영화배우 토마스 프리치. (~2021년)
- 1월 17일 - 프랑스의 배우, 작가 프랑수아즈 아르디. (~2024년)
- 1월 22일
  - 대한민국의 기업인 윤종용.
  - 대한민국의 정치인 백남치. (~2022년)
- 1월 23일 - 네덜란드의 배우 루트거 하우어. (~2019년)
- 1월 25일 - 대한민국의 한국화가 최해성.
- 1월 27일 - 사라왁의 제5대 총리 아데난 사템. (~2017년)

### 2월
- 2월 2일 - 대한민국의 성우 김규식.
- 2월 5일 - 대한민국의 가수 김부자.
- 2월 8일
  - 영국의 영화배우 로저 로이드팩. (~2014년)
  - 일본의 패션디자이너 야마모토 간사이. (~2020년)
- 2월 11일 - 이탈리아의 축구 선수 루이지 리바.
- 2월 13일 - 미국의 방송인 제리 스프링거. (~2023년)
- 2월 15일 - 이츠케리아 체첸의 공화국 제1대 대통령 조하르 두다예프. (~2004년)
- 2월 22일
  - 미국의 영화 감독 조너선 데미. (~2017년)
  - 미국의 전 변호사, 사업가 로버트 카다시안. (~2003년)
- 2월 24일 - 영국의 피아노, 오르간 연주자 니키 홉킨스. (~1994년)
- 2월 29일
  - 대한민국의 정치가 김삼근.
  - 대한민국 소설가 겸 역술가 백운산.

### 3월
- 3월 1일
  - 대한민국의 사회운동가 제정구. (~1999년)
  - 대한민국의 공무원 이재정.
- 3월 2일
  - 대한민국의 성우 이선영.
  - 핀란드의 지휘자, 작곡가 레이프 세게르스탐. (~2024년)
- 3월 5일- 오스트리아의 예술가 페터 바이벨. (~2023년)
- 3월 8일
  - 대한민국의 정치인 김원웅. (~2022년)
  - 대한민국의 배우 이주실.
- 3월 18일 - 대한민국 경제학자 정운영. (~2005년)
- 3월 19일 - 대한민국의 첼로 연주가 정명화.
- 3월 23일 - 잉글랜드의 작곡가, 피아니스트 마이클 나이먼.
- 3월 24일- 독일의 예술가 레베카 호른. (~2024년)
- 3월 26일
  - 대한민국의 심리학자 이정모. (~2018년)
  - 미국의 가수 다이애나 로스.
- 3월 28일
  - 대한민국의 바둑 기사 김수영. (~2005년)
  - 미국의 배우 켄 하워드. (~2016년)
- 3월 29일 - 대한민국의 성우 한규희. (~2014년)

### 4월
- 4월 1일 - 대한민국의 방송인 이상열.
- 4월 2일 - 대한민국의 방송인 이상용. (~2025년)
- 4월 5일 - 일본의 정치인 호소다 히로유키. (~2023년)
- 4월 7일 - 독일의 총리, 정치인 게르하르트 슈뢰더.
- 4월 8일 - 미국의 배우 조이 D. 비에이라. (~2025년)
- 4월 13일 - 오스트리아의 배우 엘리자베스 트리센나. (~2024년)
- 4월 14일
  - 대한민국의 외교관, 정치인 정의용.
  - 베트남의 제10대 주석, 정치인 응우옌푸쫑. (~2024년)
- 4월 15일
  - 이츠케리아 체첸 공화국의 제1대 대통령 조하르 두다예프. (~1996년)
  - 일본의 전 축구 선수 가마모토 구니시게.
- 4월 16일
  - 대한민국의 정치인 한명숙.
  - 독일의 배우, 성우 엘마어 베퍼. (~2023년)
- 4월 20일 - 대한민국의 방송 작가 정하연.
- 4월 22일 - 미국의 백만장자 모험가 스티브 포셋. (~2007년)
- 4월 25일 - 대한민국의 축구 선수 박수일. (~2008년)
- 4월 27일 - 대한민국의 배우 임동진.
- 4월 28일 - 대한민국의 화가 권정호.

### 5월
- 5월 2일
  - 대한민국의 배우 김종결.
  - 대한민국의 성우 온영삼.
  - 조선민주주의인민공화국의 총리, 정치인 김영일.
- 5월 4일 - 미국의 성우 루시 테일러. (~2019년)
- 5월 5일 - 프랑스의 배우 장피에르 레오.
- 5월 13일
  - 대한민국의 배우 손숙.
  - 대한민국의 음악가 김홍탁. (~2024년)
- 5월 14일 - 미국의 영화 감독 조지 루커스.
- 5월 15일 - 독일의 사회학자 울리히 베크.
- 5월 20일
  - 대한민국의 축구 선수 김기복.
  - 오스트리아의 기업인 디트리히 마테시츠. (~2022년)
  - 영국의 가수 조 코커. (~2014년)
- 5월 24일 - 미국의 싱어송라이터, 배우 패티 라벨.
- 5월 25일 - 프랑스의 배우, 작곡가, 작사가 피에르 바슐레. (~2005년)
- 5월 26일 - 대한민국의 야구 선수, 야구 감독 배성서. (~2025년)

### 6월
- 6월 1일 - 대한민국의 법조인, 정치인 윤재기.
- 6월 5일 - 스페인의 배우 리스 닐헤임. (~2025년)
- 6월 9일 - 대한민국의 정치인 신동영. (~1999년)
- 6월 10일 - 대한민국의 배우 백일섭.
- 6월 13일 - 대한민국의 외교인, UN 사무총장 반기문.
- 6월 21일
  - 영국의 영화감독 토니 스콧. (~2012년)
  - 영국의 싱어송라이터 레이 데이비스.
- 6월 23일 - 스위스의 작가 파스칼 메르시어. (~2023년)
- 6월 24일 - 영국의 기타 연주자 제프 벡. (~2023년)
- 6월 27일 - 미국의 작사자 윌 제닝스. (~2024년)
- 6월 28일 - 대한민국의 성우 탁재인.
- 6월 30일 - 미국의 프로레슬링 선수 테리 펑크. (~2023년)

### 7월
- 7월 1일 - 대한민국의 성우 탁원제.
- 7월 3일 - 프랑스의 가수 미셸 폴나레프.
- 7월 4일 - 대한민국의 배우 윤소정. (~2017년)
- 7월 8일 - 미국의 배우 제프리 탬버.
- 7월 14일 - 일본의 언론인 쿠메 히로시.
- 7월 15일 - 미국의 배우 잔 마이클 빈센트. (~2019년)
- 7월 22일 - 미국의 배우 피터 제이슨. (~2025년)
- 7월 23일 - 미국의 배우 페페 세르나.
- 7월 28일 - 일본의 배우 와타세 츠네히코. (~2017년)
- 7월 30일 - 대한민국의 배우 윤정희. (~2023년)

### 8월
- 8월 4일 - 미국의 배우 리차드 벨저. (~2023년)
- 8월 7일 - 미국의 배우 존 글러버.
- 8월 11일 - 대한민국의 언론인 차인태.
- 8월 13일 - 대한민국의 공무원 최선정. (~2010년)
- 8월 15일
  - 대한민국의 배우 홍윤정.
  - 프랑스의 가수, 영화 배우 실비 바르탕.
- 8월 16일 - 대한민국의 배우 장희진.
- 8월 19일 - 이스라엘의 전 축구 선수, 현 축구 감독 모르데하이 슈피글레르.
- 8월 21일
  - 대한민국의 만화가 이향원. (~2011년)
  - 오스트레일리아의 영화 감독 피터 위어.

### 9월
- 9월 1일 - 일본의 스키점프 선수 곤노 아키쓰구. (~2019년)
- 9월 7일 - 세르비아의 전 축구 선수, 현 축구 감독 보라 밀루티노비치.
- 9월 11일 - 대한민국의 의료인 최성호.
- 9월 12일 - 일본의 축구 선수 기쿠가와 요시오. (~2022년)
- 9월 15일 - 대한민국의 배우 이원종.
- 9월 18일 - 영국의 영화배우 베로니카 칼슨. (~2022년)
- 9월 25일 - 미국의 배우 겸 영화 제작자 마이클 더글러스.
- 9월 30일 - 대한민국의 드라마감독 나연숙. (~2022년)

### 10월
- 10월 1일 ~ 10월 3일 개천절 징검다리 연휴 (3일)
  - 대한민국의 배우 이정길.
  - 네덜란드의 기업인 프리츠 스하위테마.
- 10월 2일 - 대한민국의 기자 겸 정치인 이윤성.
- 10월 3일
  - 대한민국의 소설가 고경숙.
  - 벨기에의 수학자 피에르 들리뉴.
- 10월 5일 - 대한민국의 교육인 서동욱.
- 10월 8일 - 대한민국의 공무원 권호장.
- 10월 10일 - 불가리아의 축구 선수, 지도자 페터르 제코프. (~2023년)
- 10월 12일 - 대한민국의 사학자 송두율.
- 10월 14일 - 대한민국의 연출가 이병훈.
- 10월 15일
  - 대한민국의 정치인 박희현.
  - 알바니아의 대통령, 총리 살리 베리샤.
  - 영국의 정치인 데이비드 트림블. (~2022년)
- 10월 19일 - 대한민국의 배우 오영수.
- 10월 25일 - 중국의 기업인, 화웨이 설립자 런정페이.
- 10월 28일 - 프랑스의 배우이자 희극인 콜루슈. (~1986년)
- 10월 29일 - 영국의 싱어송라이터, 작곡가 데니 레인. (~2023년)

### 11월
- 11월 1일 - 레바논의 총리 라피크 하리리. (~2005년)
- 11월 3일 - 대한민국의 만화가 방학기.
- 11월 5일 - 스웨덴의 배우 릴 테르셀리우스.
- 11월 6일 - 대한민국의 영화 배우 남포동.
- 11월 7일 - 이탈리아의 축구 선수 루이지 리바. (~2024년)
- 11월 8일 - 미국의 야구 선수 에드 크레인풀. (~2024년)
- 11월 10일 - 키르기스스탄의 정치인 아스카르 아카예프.
- 11월 17일 - 미국의 배우 대니 드비토.
- 11월 21일 - 미국의 영화 배우, 영화 감독, 영화 각본가, 희극인 해럴드 래미스. (~2014년)
- 11월 22일 - 자메이카의 음악가 맥스 로미오. (~2025년)
- 11월 25일 - 미국의 배우 벤 스타인.

### 12월
- 12월 1일 - 모로코의 작가 타하르 벤 젤룬.
- 12월 2일 - 대한민국의 기업인 박정부.
- 12월 4일 - 대한민국의 시인 김정웅.
- 12월 8일 - 대한민국의 방송인 김용빈.
- 12월 15일
  - 대한민국의 정치인 윤원중.
  - 일본의 공학자 고미야마 히로시.
- 12월 19일 - 미국의 수학자 미첼 파이겐바움. (~2019년)
- 12월 21일 - 대한민국의 액션 무술 영화 배우 황정리.
- 12월 22일 - 미국의 야구 선수 스티브 칼턴.
- 12월 24일- 프랑스의 피아노 연주자 겸 작곡가 미셸 로랑.
- 12월 25일 - 브라질의 축구 선수 자이르지뉴.
- 12월 26일
  - 대한민국의 성우 이규연. (~1992년)
  - 대한민국의 배우 박용식. (~2013년)

### 미상
- 조선민주주의인민공화국의 작가 김명철.
- 중화인민공화국의 정치인 쉬광춘. (~2022년)
- 대한민국의 디자이너 김영희.
- 대한민국의 법조인 홍일표.
- 리비아의 군인 압둘 파타 유니스. (~2011년)
- 대한민국의 경기도 수원시의원 김명호.
- 대한민국의 기업인 이민웅.
- 대한민국의 기업인, 대한항공 이사, 한진 대표이사 사장, 한국철도물류협회 제5대 회장 역임 이원영.
- 대한민국의 정치인, 광주광역시의원 정태성.
- 폴란드의 정치인 안제이 가예프스키. (~2016년)
- 미국의 영화 제작자 제이미 브라운.

## 사망

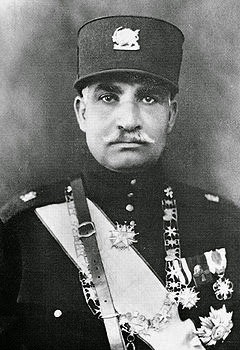
레자 샤 팔라비

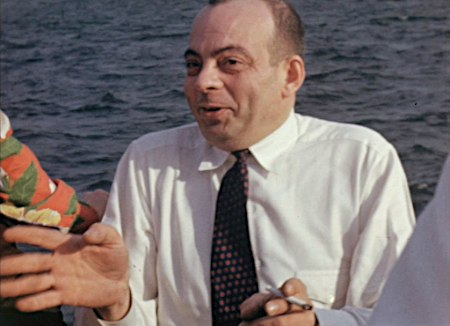
앙투안 드 생텍쥐페리

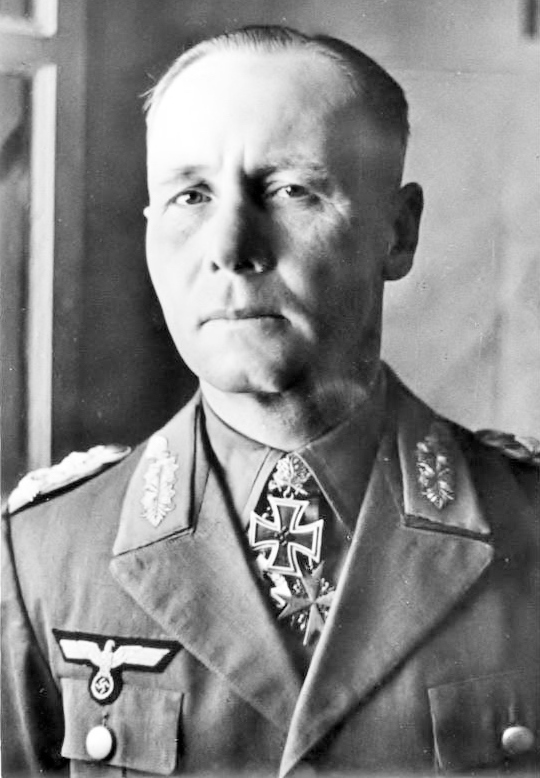
에르빈 롬멜

- 1월 16일 -  대한민국의 시인 겸 독립운동가 이육사. (1904년~)
- 3월 13일 - 대한민국의 독립운동가 김마리아. (1891년~)
- 4월 14일 - 구 소련의 군인 니콜라이 바투틴. (1901년~)
- 4월 22일 - 대한민국의 목사 주기철. (1897년~)
- 6월 14일 - 나치 독일의 군인 프리츠 비트. (1908년~)
- 6월 29일 - 대한민국의 승려, 시인, 독립운동가 한용운. (1879년~)
- 7월 14일 - 일본항공의 개척자 나라하라 산지. (1877년~)
- 7월 26일 - 이란의 제국 초대 레자 샤 팔라비. (1877년~)
- 7월 31일 - 프랑스의 소설가 앙투안 드 생텍쥐페리. (1900년~)
- 8월 2일 - 제2차 세계 대전 당시 독일의 군인 디트리히 크라이스. (1889년~)
- 8월 8일 - 나치독일의 군인 미하엘 비트만. (1914년~)
- 8월 19일 - 제2차 세계 대전에서 활약한 독일의 군인 귄터 폰 클루게. (1882년~)
- 8월 23일 - 오스만 제국의 마지막 황제인 압뒬메지트 2세. (1868년~)
- 9월 15일 - 대한민국의 독립운동가 권병덕. (1868년~)
- 10월 5일 - 일본의 국가주의 사상가 도야마 미쓰루. (1855년~)
- 10월 14일 - 제2차 세계 대전 당시 활약한 독일의 군인 에르빈 롬멜. (1891년~)
- 12월 13일 - 러시아의 화가 바실리 칸딘스키. (1866년~)

## 노벨상
- 문학상:
- 물리학상: 이지도어 아이작 라비
- 생리학 및 의학상:
- 평화상: 국제적십자위원회, 적십자
- 화학상:

## 달력
| 1월 |    |    |    |    |    |    |
| 일  | 월 | 화 | 수 | 목 | 금 | 토 |
|     |    |    |    |    |    | 1  |
| 2   | 3  | 4  | 5  | 6  | 7  | 8  |
| 9   | 10 | 11 | 12 | 13 | 14 | 15 |
| 16  | 17 | 18 | 19 | 20 | 21 | 22 |
| 23  | 24 | 25 | 26 | 27 | 28 | 29 |
| 30  | 31 |    |    |    |    |    |

| 2월 |    |    |    |    |    |    |
| 일  | 월 | 화 | 수 | 목 | 금 | 토 |
|     |    | 1  | 2  | 3  | 4  | 5  |
| 6   | 7  | 8  | 9  | 10 | 11 | 12 |
| 13  | 14 | 15 | 16 | 17 | 18 | 19 |
| 20  | 21 | 22 | 23 | 24 | 25 | 26 |
| 27  | 28 | 29 |    |    |    |    |

| 3월 |    |    |    |    |    |    |
| 일  | 월 | 화 | 수 | 목 | 금 | 토 |
|     |    |    | 1  | 2  | 3  | 4  |
| 5   | 6  | 7  | 8  | 9  | 10 | 11 |
| 12  | 13 | 14 | 15 | 16 | 17 | 18 |
| 19  | 20 | 21 | 22 | 23 | 24 | 25 |
| 26  | 27 | 28 | 29 | 30 | 31 |    |

| 4월 |    |    |    |    |    |    |
| 일  | 월 | 화 | 수 | 목 | 금 | 토 |
|     |    |    |    |    |    | 1  |
| 2   | 3  | 4  | 5  | 6  | 7  | 8  |
| 9   | 10 | 11 | 12 | 13 | 14 | 15 |
| 16  | 17 | 18 | 19 | 20 | 21 | 22 |
| 23  | 24 | 25 | 26 | 27 | 28 | 29 |
| 30  |    |    |    |    |    |    |

| 5월 |    |    |    |    |    |    |
| 일  | 월 | 화 | 수 | 목 | 금 | 토 |
|     | 1  | 2  | 3  | 4  | 5  | 6  |
| 7   | 8  | 9  | 10 | 11 | 12 | 13 |
| 14  | 15 | 16 | 17 | 18 | 19 | 20 |
| 21  | 22 | 23 | 24 | 25 | 26 | 27 |
| 28  | 29 | 30 | 31 |    |    |    |

| 6월 |    |    |    |    |    |    |
| 일  | 월 | 화 | 수 | 목 | 금 | 토 |
|     |    |    |    | 1  | 2  | 3  |
| 4   | 5  | 6  | 7  | 8  | 9  | 10 |
| 11  | 12 | 13 | 14 | 15 | 16 | 17 |
| 18  | 19 | 20 | 21 | 22 | 23 | 24 |
| 25  | 26 | 27 | 28 | 29 | 30 |    |

| 7월 |    |    |    |    |    |    |
| 일  | 월 | 화 | 수 | 목 | 금 | 토 |
|     |    |    |    |    |    | 1  |
| 2   | 3  | 4  | 5  | 6  | 7  | 8  |
| 9   | 10 | 11 | 12 | 13 | 14 | 15 |
| 16  | 17 | 18 | 19 | 20 | 21 | 22 |
| 23  | 24 | 25 | 26 | 27 | 28 | 29 |
| 30  | 31 |    |    |    |    |    |

| 8월 |    |    |    |    |    |    |
| 일  | 월 | 화 | 수 | 목 | 금 | 토 |
|     |    | 1  | 2  | 3  | 4  | 5  |
| 6   | 7  | 8  | 9  | 10 | 11 | 12 |
| 13  | 14 | 15 | 16 | 17 | 18 | 19 |
| 20  | 21 | 22 | 23 | 24 | 25 | 26 |
| 27  | 28 | 29 | 30 | 31 |    |    |

| 9월 |    |    |    |    |    |    |
| 일  | 월 | 화 | 수 | 목 | 금 | 토 |
|     |    |    |    |    | 1  | 2  |
| 3   | 4  | 5  | 6  | 7  | 8  | 9  |
| 10  | 11 | 12 | 13 | 14 | 15 | 16 |
| 17  | 18 | 19 | 20 | 21 | 22 | 23 |
| 24  | 25 | 26 | 27 | 28 | 29 | 30 |

| 10월 |    |    |    |    |    |    |
| 일   | 월 | 화 | 수 | 목 | 금 | 토 |
| 1    | 2  | 3  | 4  | 5  | 6  | 7  |
| 8    | 9  | 10 | 11 | 12 | 13 | 14 |
| 15   | 16 | 17 | 18 | 19 | 20 | 21 |
| 22   | 23 | 24 | 25 | 26 | 27 | 28 |
| 29   | 30 | 31 |    |    |    |    |

| 11월 |    |    |    |    |    |    |
| 일   | 월 | 화 | 수 | 목 | 금 | 토 |
|      |    |    | 1  | 2  | 3  | 4  |
| 5    | 6  | 7  | 8  | 9  | 10 | 11 |
| 12   | 13 | 14 | 15 | 16 | 17 | 18 |
| 19   | 20 | 21 | 22 | 23 | 24 | 25 |
| 26   | 27 | 28 | 29 | 30 |    |    |

| 12월 |    |    |    |    |    |    |
| 일   | 월 | 화 | 수 | 목 | 금 | 토 |
|      |    |    |    |    | 1  | 2  |
| 3    | 4  | 5  | 6  | 7  | 8  | 9  |
| 10   | 11 | 12 | 13 | 14 | 15 | 16 |
| 17   | 18 | 19 | 20 | 21 | 22 | 23 |
| 24   | 25 | 26 | 27 | 28 | 29 | 30 |
| 31   |    |    |    |    |    |    |

### 음양력 대조 일람
| 음력월 | 월건 | 대소 | 음력 1일의 양력 월일 | 음력 1일 간지 |
| ------ | ---- | ---- | -------------------- | ------------- |
| 1월    | 병인 | 소   | 1월 26일             | 기축          |
| 2월    | 정묘 | 소   | 2월 24일             | 무오          |
| 3월    | 무진 | 대   | 3월 24일             | 정해          |
| 4월    | 기사 | 소   | 4월 23일             | 정사          |
| 윤4월  |      | 대   | 5월 22일             | 병술          |
| 5월    | 경오 | 소   | 6월 21일             | 병진          |
| 6월    | 신미 | 대   | 7월 20일             | 을유          |
| 7월    | 임신 | 소   | 8월 19일             | 을묘          |
| 8월    | 계유 | 대   | 9월 17일             | 갑신          |
| 9월    | 갑술 | 대   | 10월 17일            | 갑인          |
| 10월   | 을해 | 소   | 11월 16일            | 갑신          |
| 11월   | 병자 | 대   | 12월 15일            | 계축          |
| 12월   | 정축 | 대   | 1945년 1월 14일      | 계미          |